# سیارک ۲۷۰۸۸
سیارک ۲۷۰۸۸ (به انگلیسی: 27088 Valmez، نامگذاری:1998UC15) بیست و هفت هزار و هشتاد و هشتمین سیارک کشف شده‌است که در ۲۲ اکتبر ۱۹۹۸ کشف شد.